# Ance Féas
Ance Féas is een gemeente in het Franse departement Pyrénées-Atlantiques (regio Nouvelle-Aquitaine). De plaats maakt deel uit van het arrondissement Oloron-Sainte-Marie. Ance Féas is op 1 januari 2017 ontstaan door de fusie van de gemeenten Ance en Féas. De gemeente telde 619 inwoners op 1 januari 2022.

## Geografie
De oppervlakte van Ance Féas bedroeg op 1 januari 2022 23,83 vierkante kilometer; de bevolkingsdichtheid was toen 26 inwoners per km².

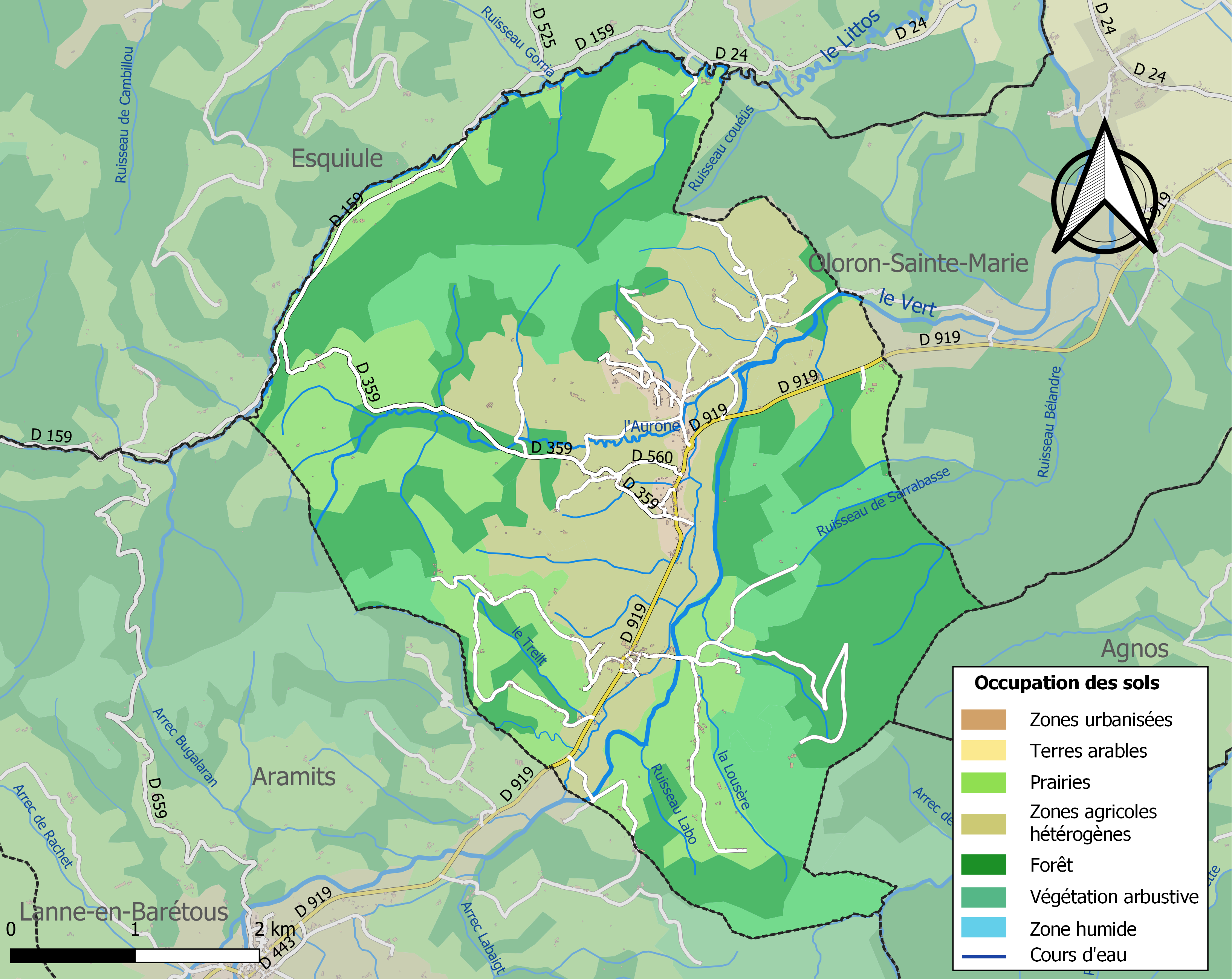
Kaart van de gemeente met belangrijkste infrastructuur, bodemgebruik en omliggende gemeenten